# Jubbah, Ả Rập Xê Út
Jubbah (tiếng Ả Rập: جبة) hoặc Jubbat Ha'il (tiếng Ả Rập: جبة حائل, Jubbah của Ha'il) là một thành phố nằm ở vùng Ha'il, Ả Rập Xê Út. Nó nằm cách 90 kilômét (56 mi) về phía tây bắc của thành phố Ha'il. Nó nằm trên con đường lữ hành cổ giữa Najd và bờ đông Địa Trung Hải. Mặc dù bị bao quanh hoàn toàn bởi sa mạc An Nafud rộng lớn nhưng Jubbah được biết đến với nền nông nghiệp phong phú, nguồn nước dồi dào và dân số khoảng 20.000 người.
Jubbah được bao quanh bởi những mỏm đá sa thạch lớn với đầy những bức tranh khắc đá cổ và chữ khắc đá. Đặc biệt là tại Jebel Umm Sanman, nơi đã được UNESCO công nhận là Di sản thế giới như là một phần của Nghệ thuật đá Vùng Hail. Một số tác phẩm chạm khắc trên đá nơi này cho thấy hình ảnh những người đàn ông đội mũ, chim, khỉ, linh dương và hai con vật đang kéo một chiếc xe có bánh.
Jubbah được nhà thám hiểm người Phần Lan Georg August Wallin ghé thăm vào năm 1845. Ông đã mô tả những ngôi nhà bằng bùn nơi đây, mỗi ngôi nhà có một lùm cây và giếng nước và những con lạc đà được sử dụng để kéo nước. Tại thị trấn lúc đó có 170 ngôi nhà, tất cả cư dân là những người của bộ tộc Shammar. Họ trông xanh xao và gầy gò, sống một cuộc sống tương tự như người Bedouin mặc dù những ngôi nhà của họ khá kiên cố.